# Antirhea benguetensis
Antirhea benguetensis är en måreväxtart som först beskrevs av Adolph Daniel Edward Elmer, och fick sitt nu gällande namn av Theodoric Valeton. Antirhea benguetensis ingår i släktet Antirhea och familjen måreväxter. Inga underarter finns listade i Catalogue of Life.